# Lancia Epsilon
 (août 2022).
Si vous disposez d'ouvrages ou d'articles de référence ou si vous connaissez des sites web de qualité traitant du thème abordé ici, merci de compléter l'article en donnant les références utiles à sa vérifiabilité et en les liant à la section « Notes et références ».
La Lancia Epsilon était une automobile de gamme supérieure. Le châssis était produit par le constructeur italien Lancia entre 1911 et 1912, destiné aux carrossiers pour la construction de la voiture selon les critères spécifiques des clients.

## Histoire
Le constructeur Lancia, né en 1906, comme tous les constructeurs de l'époque, produisait des châssis pour automobiles destinés aux carrossiers spécialisés qui réalisaient les habitacles selon les spécifications imposées par les clients. La production en série n'existait pas.
Lancia disposait du modèle 56 - Delta 20/30 HP, mais recevait des demandes pour mettre en fabrication un châssis avec un empattement plus important, condition sine qua non pour réaliser des carrosseries de plus grande taille. C'est en 1911 que Vincenzo Lancia lancera la Tipo 58, baptisée « Epsilon ». Pendant quelques mois, sa production sera réalisée en parallèle avec la Eta qui la remplacera dès 1913.

## Caractéristiques techniques
- Moteur : Tipo 58 placé longitudinalement à l'avant. Quatre cylindres en ligne, monobloc en fonte, alésage 100 mm, course 130 mm, cylindrée 4 084,07 cm3, culasse fixe, corps en alliage d'aluminium, distribution avec soupapes latérales parallèles (deux soupapes par cylindre) et arbre à cames latéral commandé par engrenages, arbre moteur sur trois supports; taux de compression 5:1, puissance maxi 60 ch à 1 800 tr/min ; alimentation par pompe commandée par l'arbre à cames avec carburateur vertical monocorps Lancia ; allumage magnéto à haute tension ; lubrification forcée, capacité du circuit de lubrification : 8 L ; refroidissement par liquide à circulation forcée, radiateur avec tubes à ailettes, ventilateur mécanique.
- Transmission : traction sur les roues arrière ; embrayage multidisque à bain d'huile ; boîte de vitesses en alliage léger à quatre rapports avant plus marche arrière avec commande par levier latéral ; rapports de boîte : 3,891:1 en 1re, 2,381:1 en 2e, 1,618:1 en 3e, prise directe (1:1) en 4e, 3,268:1 en marche arrière ; rapport final de réduction au choix 3,267:1 (15/49) ou 3,600:1 (15/54).
- Suspensions : avant par essieu rigide avec lames longitudinales semi-elliptiques, arrière par essieu rigide avec lames longitudinales à 3/4 d'ellipse.
- Freins : frein mécanique au pied agissant sur la transmission et frein à main agissant sur les roues arrière.
- Roues et pneumatiques : roues en bois, pneumatiques 820 x 120.
- Direction : poste de conduite à droite ; direction à vis et galets.
- Réservoir essence : volume 70 L.
- Châssis : Lancia Type 58 en acier, à longerons et traverses; empattement 3 227 mm, voies avant et arrière 1 330 mm, longueur du châssis 4 200 mm, largeur du châssis 1 615 mm ; poids du châssis motorisé en ordre de marche 920 kg.
- Prestations : vitesse maxi (avec le rapport de transmission le plus long) 115 km/h, vitesses sur les différents rapports de boîte : 30 en 1re, 48 en 2e, 71 en 3e, 115 en 4e.
- Prix : châssis motorisé 12 000 lires de 1912.

## Production
À l'époque, les constructeurs ne numérotaient pas chaque modèle mais procédaient avec une numérotation progressive des châssis. C'est ainsi que l'on sait que la numérotation des châssis du modèle Epsilon est comprise entre les numéros 862 et 1799. Cette numérotation progressive des châssis, à l'époque, englobait, en plus du modèle Epsilon, les modèles Eta et Zeta. Selon certaines sources, la numération des châssis de l'Epsilon débuterait au numéro 862 mais prendrait fin avec le numéro 1212. Le nombre total de châssis produits par Lancia est de 351 exemplaires.